# Eugenio Zavala y Herrera
Eugenio Zavala y Herrera (Granada, c. 1878-¿?) fue un periodista, escritor y funcionario de Hacienda español.

## Biografía
Adscrito al carlismo, en la década de 1890 fue redactor y colaborador de los periódicos tradicionalistas La Voz de Granada y El Amigo del Obrero, por cuyos escritos fue encarcelado en junio de 1898 por orden de la autoridad militar. Más adelante marchó a Galicia, donde continuó con su carrera periodística. Dirigió el Diario de Galicia en Santiago de Compostela, El Eco de Galicia en La Coruña y La Voz de la Verdad en Lugo.
Colaboró asimismo en otros periódicos carlistas como La Verdad de Oviedo y El Combate de Alcoy.
Con el afán de fomentar el sindicalismo obrero católico, en 1914 publicó en Lugo El sindicalismo católico, obra fundamentada en la doctrina de la Iglesia expuesta en la encíclica Rerum Novarum de León XIII.
En 1915 fue destinado como interventor de Hacienda a Almería y en febrero de 1920 pasó a Cádiz, donde dirigió El Correo de Cádiz. En 1922 pudo regresar a Granada, al ser nombrado auxiliar de la Administración de Contribuciones de dicha ciudad.
Utilizó los pseudónimos «Leónidas» y «El de los ojos glaucos».

## Obras
- El sindicalismo católico (Lugo, 1914)